# 보퍼트 풍력 계급

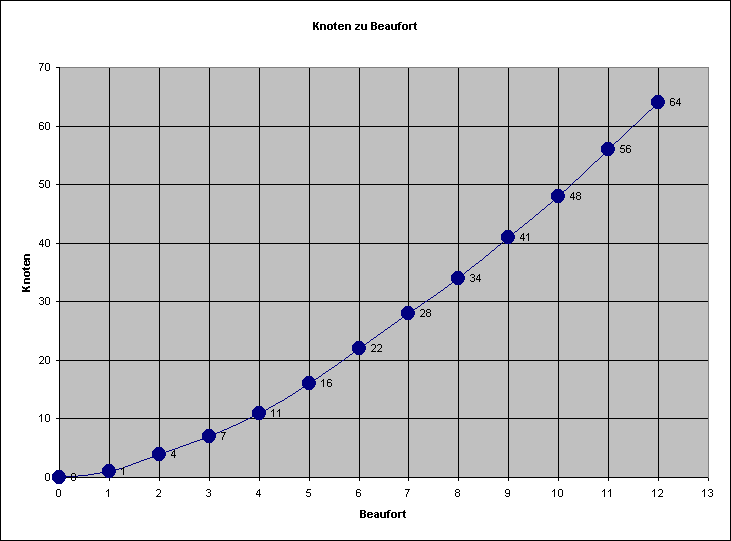
보퍼트 풍력 계급과 노트의 상관 그래프.

보퍼트 풍력 계급(Beaufort wind force scale)은 주로 해상의 풍랑 상태를 기초로 하여 만든 풍력 계급으로 후에 육상에서도 사용할 수 있도록 고안되었다.

## 역사
보퍼트 풍력 계급은 1805년 당시 영국 해군 제독 겸 수로학자였던 프랜시스 보퍼트(Francis Beaufort)가 만들었고, 고안자인 보퍼트의 이름을 따서 '보퍼트 풍력 계급'으로 명명되었다. 보퍼트 풍력 계급이 사용되기 이전인 19세기 초 영국 해군 관리들은 기상 관측을 시작하였으나, 관측 규칙이 제대로 정해지지 않아 관측 자료들이 주관적이었다.
보퍼트 풍력 계급은 13개의 계급(0부터 12까지)으로 나뉘어 있다. 초기 보퍼트 풍력 계급을 매길 때 풍속을 가지고 계급을 매기지 않았고, 사령선의 선원들이 직접 바람을 느끼거나, 돛을 이용하여 보퍼트 풍력 계급을 매겼다.
1830년대에 풍속계를 사용하여 영국 해군 배의 항해 일지에 보퍼트 풍력 계급을 사용하여 바람을 기록하게 되었고, 1850년대에 일반 배의 항해 일지에도 보퍼트 풍력 계급을 사용하게 되었다. 1906년에 증기 여객선이 등장하면서, 바다 상태를 표기하게 되었는데 예전의 관측 방식인 돛을 이용하지 않았고, 인근 육지의 관측 자료를 바탕으로 보퍼트 풍력 계급으로 표현하였다. 1923년에 보퍼트 풍력 계급은 표준화되었고, 영국 기상청의 관리였던 조지 심프슨이 육상 상태를 바탕으로한 보퍼트 풍력 계급을 고안하였다. 그 후 기상학자들은 보퍼트 풍력계급의 단점들을 수십 년동안 조금씩 보완하였다.
오늘날, 많은 나라들은 풍속을 표현할 때 보퍼트 풍력 계급 대신에 국제단위계인 m/s와 km/h을 사용한다. 그러나 악기상 상황이 발생할 때에는 가끔씩 보퍼트 풍력 계급을 사용하기도 한다.
1946년 한때, 보퍼트 풍력 계급은 13계급에서 17계급으로 늘려서 사용했으나, 17계급의 보퍼트 풍력 계급은 열대저기압과 같은 특별한 상황에 사용한다. 오늘날 17계급을 사용하는 국가는 중화민국과 중화인민공화국이고, 일반적인 상황이 아닌 태풍이 영향을 줄 것이라는 예보가 있을 시에만 사용한다.
보퍼트 풍력 계급은 다음과 같은 경험식으로 구할 수 있다. (V는 상당 풍속, B는 계급이다.)
{\displaystyle V=0.836\times B^{3/2}}m/s

## 현재의 보퍼트 풍력 계급
| 계급 | 풍속      | 풍속    | 풍속  | 풍속  | 명칭     | 파고 | 파고 | 육상 상태                                                                            | 해상 상태 | 사진 |
| 계급 | m/s       | km/h    | kt    | mph   | 명칭     | m    | ft   | 육상 상태                                                                            | 해상 상태 | 사진 |
| ---- | --------- | ------- | ----- | ----- | -------- | ---- | ---- | ------------------------------------------------------------------------------------ | --- | ---- |
| 0    | <0.3      | <1      | <1    | <1    | 고요     | 0    | 0    | 연기가 수직으로 올라간다.                                                            | 해면이 거울 같이 반사될 정도로 고요하다.                                                                               |      |
| 1    | 0.3~1.5   | 1~5     | 1~2   | 1~3   | 실바람   | 0.1  | 0.33 | 풍향은 연기가 날아가는 것으로 알 수 있으나, 풍향계는 잘 움직이지 않는다.             | 물결이 생선 비늘 같이 작고, 물거품이 없다.                                                                             |      |
| 2    | 1.5~3.3   | 6~11    | 4 ~6  | 3~7   | 남실바람 | 0.2  | 0.66 | 바람이 피부에 느껴진다. 나뭇잎이 흔들리며, 풍향계가 움직이기 시작한다.               | 물결이 작고, 파도의 마루 부분이 부서지지 않고 모양이 뚜렷하다.                                                         |      |
| 3    | 3.3~5.5   | 12~19   | 7~10  | 8~12  | 산들바람 | 0.6  | 2    | 나뭇잎과 작은 가지가 끊임없이 흔들리고, 깃발이 가볍게 날린다.                        | 물결이 커지고, 파도의 마루가 부서져서 물거품이 생겨 흰 파도가 간간이 보인다.                                           |      |
| 4    | 5.5~8.0   | 20~28   | 11~15 | 13~17 | 건들바람 | 1    | 3.3  | 먼지가 일고 종이조각이 날리며, 작은 가지가 흔들린다.                                 | 파도가 일고, 파장이 길어지며 흰 파도가 많이 보이기 시작한다.                                                           |      |
| 5    | 8.0~10.8  | 29~38   | 16~20 | 18~24 | 흔들바람 | 2    | 6.6  | 잎이 무성한 작은 나무 전체가 흔들리고, 호수에 물결이 일어난다.                       | 파도가 조금 높아지고, 물거품이 생기기 시작한다.                                                                        |      |
| 6    | 10.8~13.9 | 39~49   | 21~26 | 25~30 | 된바람   | 3    | 9.9  | 큰 나뭇가지가 흔들리고, 전선이 울리며 우산을 사용하기 어렵다.                        | 파도가 높아지기 시작하고, 물거품이 광범위해지며 물보라가 생긴다.                                                       |      |
| 7    | 13.9~17.2 | 50~61   | 27~33 | 31~38 | 센바람   | 4    | 13.1 | 나무 전체가 흔들리며, 바람을 안고서 걷기 곤란하다.                                   | 파도가 높아지고, 파도가 서로 부서져서 물거품이 생겨 줄을 이루며 바람에 의해 날린다.                                    |      |
| 8    | 17.2~20.7 | 62~74   | 34~40 | 39~46 | 큰바람   | 5.5  | 18   | 작은 나뭇가지가 꺾이며, 바람을 안고서 걸을 수 없다.                                  | 파도가 제법 높고, 파장이 더 길고 마루의 끝이 거꾸로 된다. 물거품이 강풍에 날린다.                                      |      |
| 9    | 20.7~24.5 | 75~88   | 41~47 | 47~54 | 큰센바람 | 7    | 23   | 큰 나뭇가지가 꺾이고, 가옥에 다소 피해가 생긴다. 굴뚝이 넘어지고 기와가 벗겨진다.    | 파도가 높고, 물거품이 바람에 따라 짙은 줄무늬를 띤다. 마루가 흩어져 말리고 물보라 때문에 시정이 나빠진다.              |      |
| 10   | 24.5~28.4 | 89~102  | 48~55 | 55~63 | 노대바람 | 9    | 29.5 | 나무가 뿌리째 뽑히고, 가옥에 큰 피해가 일어난다. 내륙 지방에서는 보기 드문 현상이다. | 파도가 옆으로 긴 마루로 되어 몹시 높고, 물거품이 큰 덩어리가 되어 강풍에 날린다. 파도가 심하게 부서지고 시정이 나쁘다. |      |
| 11   | 28.4~32.6 | 103~117 | 56~63 | 64~72 | 왕바람   | 11.5 | 37.7 | 광범위한 피해가 생긴다.                                                              | 파도가 대단히 높고, 주위의 배는 파도에 가려 볼 수 없고 길게 줄지은 물거품들이 바다를 덮는다. 시정이 극히 나쁘다.       |      |
| 12   | ≥32.6     | ≥118    | ≥64   | ≥73   | 싹쓸바람 | ≥14  | ≥46  | 매우 광범위한 피해가 생긴다.                                                         | 파도가 매우 높고, 바다는 물거품과 물보라로 가득 차 바로 한치 앞도 분간하기 어려울 정도다.                              |      |

보퍼트 풍력 계급은 영국 BBC 제4 라디오의 해상 예보에서 사용하고, 중화인민공화국, 중화민국, 홍콩, 마카오에서도 이 계급을 사용한다. 중화민국에서는 보퍼트 풍력 계급을 17단계로 사용하고, 중화인민공화국에서도 종전 13단계에서 몇 개의 계급이 더 추가된 보퍼트 풍력 계급을 사용한다. 홍콩과 마카오에서는 보퍼트 풍력 계급의 표준 계급(13단계)을 사용한다.
미국에서는 보퍼트 풍력 계급 6이나 7일 경우에 "소형 선박 주의보"(Small craft advisory)를 발표하고, 계급 8이나 9일 경우에는 "강풍 경보"(Gale warning), 계급 10이나 11일 경우에는 "폭풍 경보"(Storm warning)(열대저기압이 접근하고 계급 8에서 11일 경우에는 "열대폭풍 경보"(Tropical storm warning)를 발표한다.), 허리케인이 접근하고 계급 12 이상일 경우에는 "허리케인 경보"(Hurricane warning)를 발표한다.

## 같이 보기
- 사피어-심프슨 허리케인 등급